# قشلاق اورتاداغ حاجی عباد
قشلاق اورتاداغ حاجی عباد یک روستا در ایران است که در استان اردبیل واقع شده‌است. قشلاق اورتاداغ حاجی عباد ۱۶ نفر جمعیت دارد.